# Kaplin (województwo wielkopolskie)
Kaplin – wieś w Polsce położona w województwie wielkopolskim, w powiecie międzychodzkim, w gminie Międzychód.
Do końca 2015 roku miejscowość była częścią wsi Mokrzec.
Miejscowość leży na skraju Puszczy Noteckiej, nad Jeziorem Młyńskim. 
Wieś wchodzi w skład sołectwa Mokrzec.
W okresie Wielkiego Księstwa Poznańskiego (1815-1848) miejscowość należała do wsi mniejszych w ówczesnym pruskim powiecie Międzychód w rejencji poznańskiej. Kaplin stanowił część majątku Prusim, którego właścicielem był wówczas Reich. Według spisu urzędowego z 1837 roku wieś liczyła 72 mieszkańców, którzy zamieszkiwali 11 dymów (domostw).
W latach 1975–1998 miejscowość położona była w województwie gorzowskim.
Na południe od wsi znajduje się grób jeńców radzieckich.